# Hamlíkov
Hamlíkov je zaniklá středověká vesnice na katastrálním území obce Podomí v okrese Vyškov. Její přesná lokalizace byla určena roku 1958 profesorem Ervínem Černým, který na území Drahanské vrchoviny postupně identifikoval 62 zaniklých středověkých vesnic.

## Historie
Vesnice pravděpodobně původně patřila k holštejnskému panství. Ve výčtu osad, které koupil Vok I. z Holštejna a nechal zapsat roku 1349, se však neuvádí. První písemná zmínka pochází až z roku 1353, kdy její polovinu směnil Vok z Holštejna s Onešem z Charvát za díly ve vsích Ruda a Loučka. Druhou polovinu Hamlíkova směnil Vok s Janem z Loučky ve stejných vsích na Rýmařovsku.
Ves Hamlíkov se dále jako osídlená uvádí v letech 1385, 1407 a 1437. Poprvé je jako pustá zmíněna roku 1493. Mezi lety 1550–1567 byla znovu osídlena, avšak roku 1596 se opět a natrvalo uvádí jako pustá.

## Archeologické nálezy a současný stav
Lokalizaci vesnice potvrdil archeologický výzkum vedený Ervínem Černým. Byly nalezeny zbytky původních sídlištních objektů a zemědělských plužin, které naznačují dlouhodobé využívání krajiny. Výzkum v oblasti Hamlíkova ukázal přítomnost středověké keramiky, železných nástrojů a fragmentů architektonických prvků, které odpovídají běžné venkovské zástavbě vrcholného středověku.
V současnosti se v místě bývalé vesnice nacházejí pouze terénní relikty, zejména vyvýšeniny a sníženiny odpovídající původním základům staveb a komunikací. Krajina je dnes pokryta lesem a oblast je součástí chráněného přírodního území.

## Hamlíkov a krysař z Hameln
Podle německého historika Wolfganga Wanna je možné, že ves Hamlíkov je onou tajemnou vsí, kam roku 1284 odvedl krysař z Hameln mladé lidi. Podle některých teorií se ve skutečnosti jednalo o lokátora, který přiváděl nové osadníky do neosídlených oblastí Moravy. Jméno Hamlíkov je pak počeštěná podoba německého názvu Hämlingen, což znamená „Hamelnští“.
Tuto hypotézu podporuje například i fakt, že německé město Hameln leží v Dolním Sasku poblíž Schauenburku, odkud pocházel olomoucký biskup Bruno ze Schauenburku, který byl významným činovníkem velké kolonizace na Moravě. O této verzi pověsti byl také natočen díl pořadu ČT Záhady Toma Wizarda.

## Fotogalerie

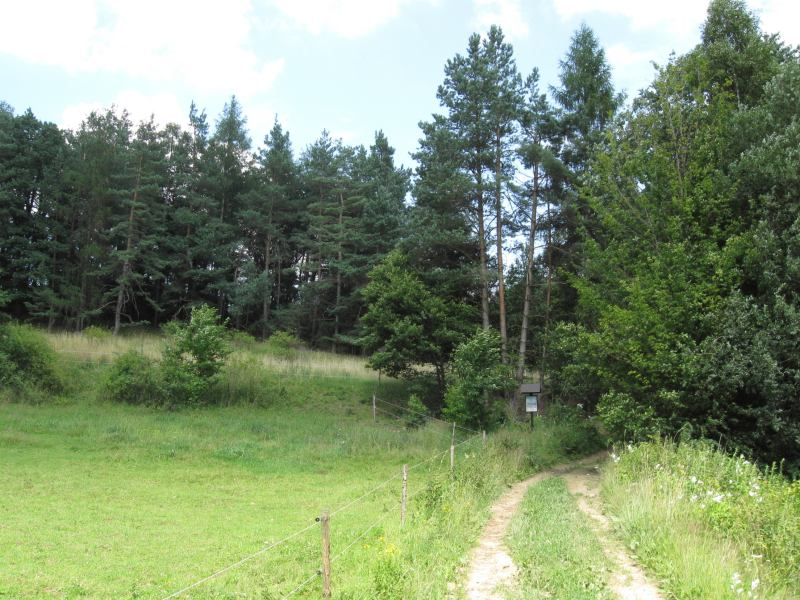
Cesta k Hamlíkovu od Ruprechtova
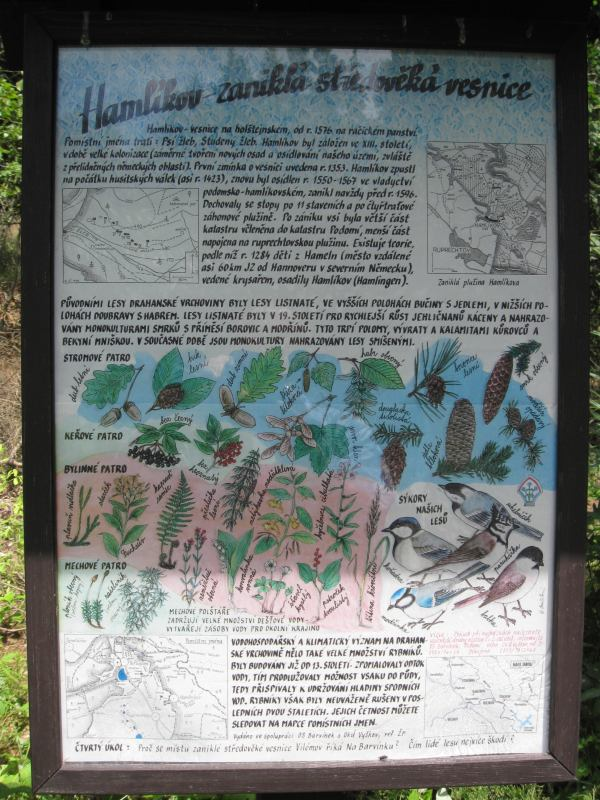
Informační tabule
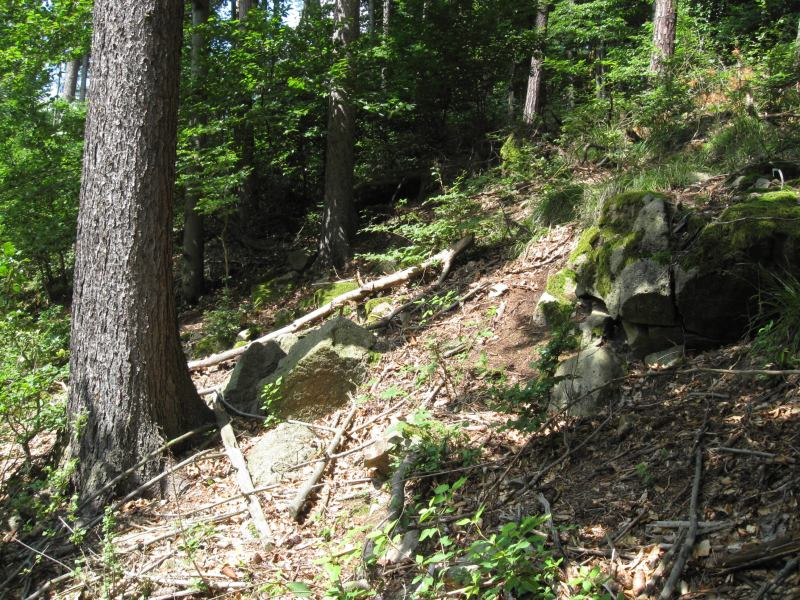
Terénní relikty
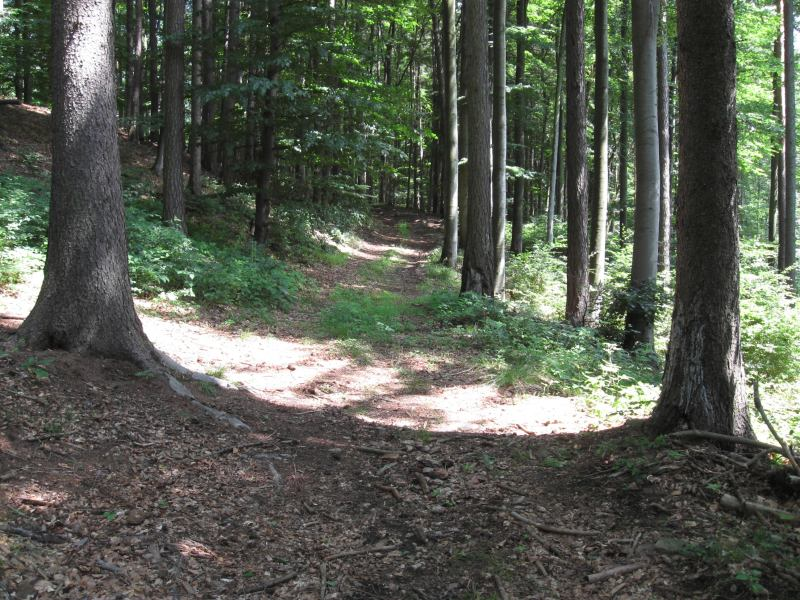
Hamlíkovská cesta
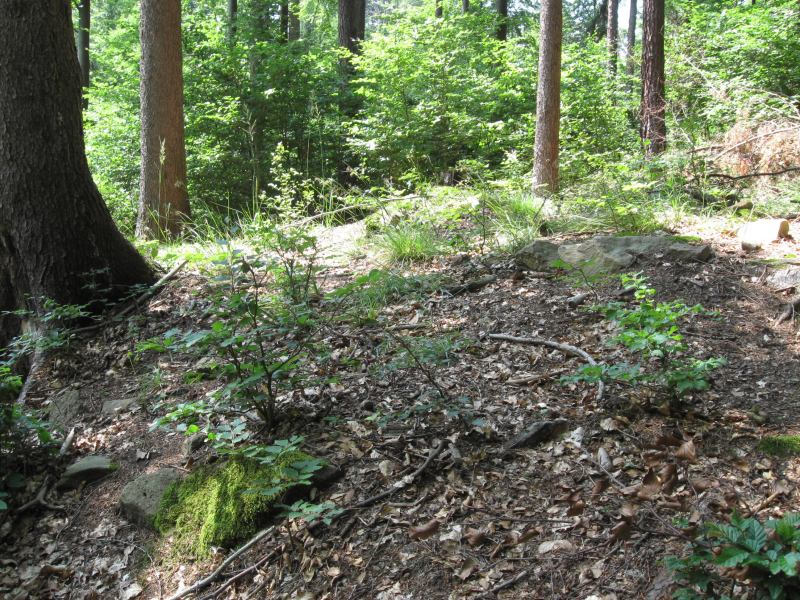
Terénní relikty
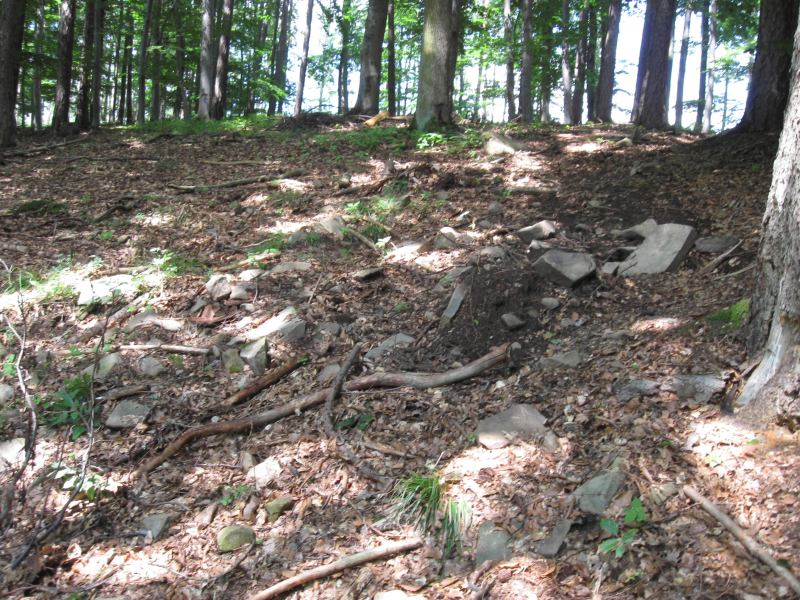
Terénní relikty
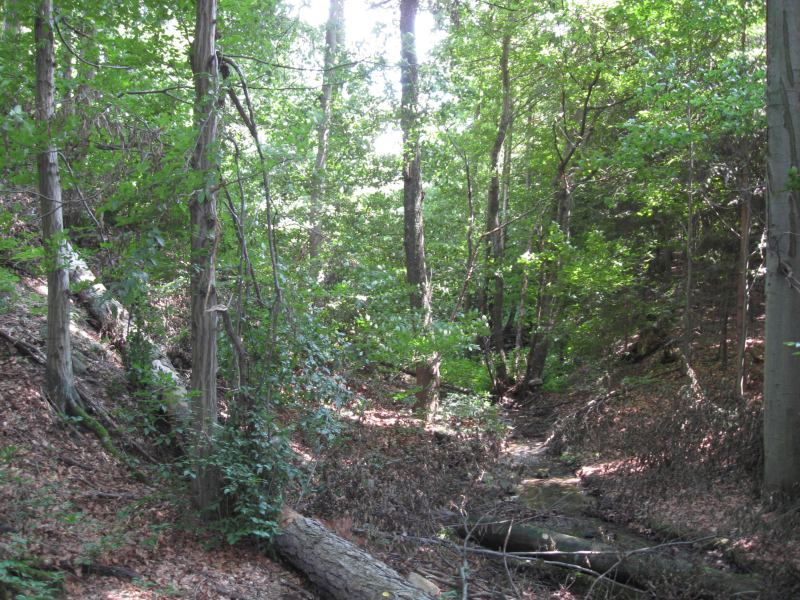
Psí žleb s Hamlíkovským potokem